# Prêt numérique en bibliothèque
Pour les articles homonymes, voir PNB.
Le prêt numérique en bibliothèque est un dispositif interprofessionnel qui a été conçu pour conserver les acteurs traditionnels de la chaine du livre dans l’achat de licence de livres numériques par les bibliothèques publiques. Il a ainsi été créé pour faciliter et développer le prêt des livres numériques pour les bibliothèques publiques.
Ce projet fait l’objet du soutien du Centre national du livre et d’une gouvernance répartie entre les acteurs de l’industrie du livre : éditeurs, libraires, bibliothécaires et sociétés de services informatiques, dans l'esprit des « Recommandations pour une diffusion du livre numérique par les bibliothèques publiques ».

## Principe et fonctionnement
PNB est un dispositif d’échange de données informatisées (EDI) entre les bibliothèques, les libraires et les distributeurs dans le secteur du livre numérique. Il a été pensé dans le but de simplifier et d’optimiser le développement de l’offre de livres numériques en bibliothèque. Ces échanges de données entre les différents acteurs sont coordonnés par la société Dilicom qui a créé à cet effet une plateforme appelée Hub Dilicom. 
Dans le dispositif PNB, la bibliothèque n’est pas propriétaire du livre numérique. Elle acquiert une licence qui l’autorise à prêter le livre sous certaines conditions définies par les éditeurs. En effet, chaque éditeur va décider du prix du titre, de la durée de la licence, du nombre de prêts maximal du titre et du nombre de prêts simultanés pour le titre acheté. Le nombre de prêts acheté est modélisé en jeton. La licence du livre arrive à son terme quand tous les jetons ont été utilisés ou quand la durée maximale de la licence arrive à son terme même s’il reste des jetons.
Le fonctionnement du PNB est basé sur tous les échanges de données nécessaires pour l’achat de la licence et pour le prêt du livre numérique entre les libraires, les distributeurs et les bibliothèques. C’est un dispositif en étoile où tous les flux de données passent par son centre, le Hub Dilicom.
Le fonctionnement,: 
1. Les distributeurs envoient les métadonnées des offres des éditeurs aux plateformes des libraires via le Hub Dilicom. Ces métadonnées viennent compléter le fichier exhaustif du livre (FEL) qui est lui aussi envoyé aux libraires[6]. Le FEL est une base de données composée des catalogues électroniques à vocation commerciale des éditeurs et il est géré par Dilicom.
2. Les bibliothèques consultent l’offre des éditeurs sur la plateforme des libraires grâce à une interface web.
3. Le bibliothécaire achète le livre à partir de cette interface.
4. La plateforme des libraires émettra la facture destinée au bibliothécaire et enverra l’information au distributeur via le Hub Dilicom qui rendra effectif le prêt selon les conditions des éditeurs.
5. Les métadonnées du titre seront alors envoyées par le Hub Dilicom à la plateforme de la bibliothèque.
6. Lorsqu’un usager empruntera le titre, la plateforme de la bibliothèque communiquera avec le Hub Dilicom qui vérifiera si la licence est toujours valide.  Si le stock de jetons n’est pas épuisé et si le nombre de prêts simultanés n’est pas dépassé.
7. Si le prêt est possible, alors le Hub télécom enverra l’information à la plateforme du distributeur qui lui renverra un localisateur uniforme de ressource (adresse URL).
8. Le hub Dilicom transfèrera l’URL à la plateforme de la bibliothèque qui le rendra disponible à son usager.
9. L’usager aura alors accès au titre soit par téléchargement d’un fichier avec un verrou numérique (DRM) qui protègera les droits d’auteur et respectera les conditions de prêt soit par streaming. Ce mode de lecture est défini par les modalités de prêt imposées par l’éditeur.

L’évaluation du projet PNB est faite par le ministère de la Culture et de la Communication. Les éléments de suivi sont centralisés et publiés par le Ministère de la Culture et de la Communication afin de garantir le respect des engagements pris en décembre 2014 et « l’accès des bibliothèques publiques à une offre numérique variée et de qualité ».

## Naissance et évolution du dispositif
Le projet PNB a été lancé en septembre 2012 par la société DILICOM avec l’appui du Centre national du livre CNL. Des discutions ont été menées entre les représentants des bibliothécaires, des libraires et des éditeurs dans le but de développer le prêt du livre numérique dans les bibliothèques tout en conservant le schéma traditionnel de la chaine du livre et plus spécifiquement, la présence des libraires dans les transactions. Ces rencontres ont mené à l’élaboration des Recommandations pour une diffusion du livre numérique par les bibliothèques publiques,. La signature de ce document a eu lieu le 8 décembre 2014, lors des assises des bibliothèques sous l’égide du ministère de la Culture et de la Communication. Ce texte représente un socle officiel au dispositif PNB pour son déploiement auprès des bibliothèques.  
La première version de l’interface de programmation de PNB est déployée le 26 août 2014. Parmi les bibliothèques partenaires du projet, la bibliothèque municipale de Grenoble fait figure de pilote avec l'intégration des catalogues de PNB et la publication d'études sur les pratiques de lecture des usagers : « au-delà du poids des facteurs sociaux et culturels, le numérique en bibliothèque peut être un médium facilitateur de la diversification des pratiques d’emprunts et de lectures ».
Le 16 février 2015, la deuxième version est implémentée afin de résoudre des problèmes dans l’utilisation et d’intégrer à l’offre les distributeurs Tea, Numilog et Immateriel. 
Depuis 2017, la troisième version a été développée notamment afin d’intégrer la prise en charge du verrou numérique LCP (Licensed Content Protection). Ce verrou est une solution ouverte qui facilite l’accès au livre numérique et la prolongation du prêt pour les usagers des bibliothèques.

## Dispositif PNB en Suisse
Après deux ans d'utilisation du dispositif, des responsables de la Bibliothèque cantonale et universitaire de Lausanne publient dans la revue RESSI un bilan détaillé. « Après 27 mois d’exploitation, le bilan de l’expérience eLectures est plus que positif pour la BCUL, ses lecteurs et ses collaborateurs. En premier lieu, cette offre a trouvé son public avec 1'800 inscrits sur les 29’000 usagers actifs de la BCUL. Notre premier défi est, bien entendu, de continuer à la faire connaître auprès de notre public mais aussi d’en faire un outil permettant à la BCUL d’attirer de nouveaux lecteurs ».
Fin 2018, elle réunit 80 bibliothèques publiques de Romandie des plus grandes villes comme Genève, Lausanne ou Neuchâtel aux plus petites communes comme St-Georges ou Tavannes. Depuis 2017, des bibliothèques de Suisse alémanique ont rejoint la plateforme. Elle compte 11 550 lecteurs actifs et depuis son lancement, plus de 185 000 livres numériques ont été prêtés; la moyenne des prêts se situant à 6 500 téléchargements par mois.
L’adhésion des bibliothèques à e-Bibliomedia se confirme. En 2021, elle compte 25 000 lecteur·ice·s répartis dans 100 bibliothèques en suisse romane et 11 bibliothèques en suisse alémanique. 

## Enjeux
Après 7 années de développement, certains enjeux demeurent : 
- L’offre de livres numériques faite aux bibliothécaires par les éditeurs est bien en deçà de l’offre faite au grand public. Elle représente en seulement 62,34 % de l’offre au grand public alors que la première recommandation qui a posé les assises du projet PNB est de rendre accessible le catalogue numérique du grand public aux bibliothèques[2].
- L’adhésion des bibliothèques, bien que progressive, est mitigée. Sur les 16 500 bibliothèques françaises, environ 4700 ont souscrit au service PNB. Les causes seraient principalement dues aux tarifs pratiqués par certains éditeurs, aux faibles engagements des élus dans le budget accordé aux bibliothèques pour l’acquisition de livres numérique et au coût lié au développement du numérique dans les bibliothèques[2].
- Le 10 novembre 2016, la Cour de justice de l’Union européenne, conformément à la directive européenne de 1992 sur l'exception applicable au prêt de livres papier, l'étend aux e-books[14]. L’Association des bibliothécaires de France demande alors son application dans les bibliothèques publiques engagées dans ce dispositif[15].